# Pterolophia truncatella
Pterolophia truncatella là một loài bọ cánh cứng trong họ Cerambycidae.